# Lithocarpus apoensis
Lithocarpus apoensis är en bokväxtart som först beskrevs av Adolph Daniel Edward Elmer, och fick sitt nu gällande namn av Alfred Rehder. Lithocarpus apoensis ingår i släktet Lithocarpus och familjen bokväxter.
Artens utbredningsområde är Filippinerna. Inga underarter finns listade.